# سومیئو کوبایاشی
سومیئو کوبایاشی (انگلیسی: Sumio Kobayashi؛ زادهٔ ۲۹ دسامبر ۱۹۸۲) آهنگساز اهل ژاپن است.